# Netherton (West Midlands)
Netherton – miasto w Anglii, w hrabstwie ceremonialnym West Midlands, w dystrykcie metropolitalnym Dudley. Leży 2 km na północny wschód od miasta Birmingham i 163 km na północny zachód od Londynu.